# Lene Hau
Lene Vestergaard Hau (født 13. november 1959) er en dansk forsker, med Ph.d. fra fysikstudiet på Aarhus Universitet. Hun startede som forskerassistent i USA og har efterfølgende arbejdet for Rowland Institute for Science, der er et forskningscenter i Boston. 
Hun er nu ansat som professor ved Harvard Universitet ved instituttet for fysik.
Den 18. februar 1999 vakte hun international opsigt, da det lykkedes hende og hendes forskerteam at sænke lysets hastighed drastisk. Det lykkedes at bremse lysets hastighed fra 300.000 kilometer/sekund til 17 meter/sekund. Det blev gjort ved at køle en lille cigarformet sky af natriumatomer ned til en temperatur få milliontedele grad varmere end det absolutte nulpunkt på -273,15 grader.
I 2001 lykkedes det hende og hendes forskerteam at oplagre/stoppe en lyspuls, i en nedkølet sky af natriumatomer, ved hjælp at en koblingslaser. Når koblingslaseren lidt senere tændtes, genoptog den tidligere oplagrede lyspuls sin rejse ud af skyen.
Den nedkølede sky af natriumatomer, anvendt ved begge forsøg, er faktisk i en ny fasetilstand ud over de kendte; fast, flydende, gasform, plasma, (neutronstjerne?, kvarkstjerne?) – nemlig Bose-Einstein kondensat. Atomerne i Bose-Einstein kondensatet (BEC) er kvantefysisk sammenfiltret, hvilket bl.a. har den effekt, at hele skyen virker som et stort atom.

## Akademisk karriere
Hau har en bachelorgrad i matematik fra 1984 og en kandidatgrad i fysik hos Aarhus Universitet fra 1986 . I sine phd.-studier i kvantefysik har Hau arbejdet på idéer tilsvarende dem indenfor lysledende kabler, hvor hendes arbejde involverede strenge af atomer i et atombærende silicium krystal. Under arbejdet på sin doktorgrad, brugte Hau syv måneder ved CERN, det Europæiske Center for Forskning i Partikelfysik ved Geneve. Hun opnåede sin doktorgrad fra Aarhus Universitet i Danmark i 1991, og på dette tidspunkt havde hendes forskningsinteresser skiftet retning. I 1991 sluttede hun sig til Rowland Institute for Science ved Cambridge som videnskabelig medarbejder og begyndte at udforske mulighederne i langsomme og kolde atomer. I 1999 blev Hau ansat i en 2-årig postdoc stilling på Harvard University. 
Hendes formelle uddannelse er i teoretisk fysik, men hendes interesse har bevæget sig mod eksperimentel forskning i en bestræbelse på at danne en ny form for stof kendt som Bose-Einstein-kondensat. Hau søgte midler hos National Science Foundation til at eksperimentelt at lave kondensatet, men blev afvist, fordi hun var teoretiker, og eksperimentet derfor blev vurderet for udfordrende. Ufortrødent fandt hun midler andetsteds, og blev en af de første af en håndfuld fysikere, der skabte et Bose-Einstein kondensat. 
I september 1999 blev hun udnævnt til Gordon Mckay Professor i Anvendt Fysik og Professor i Fysik ved Harvard. Hun blev fastansat i 1999, og er nu Mallinckrodt Professor i Fysik og Anvendt Fysik ved Harvard. I 2001 blev hun den første person, der bremsede lys fuldkomment, ved brug af Bose–Einstein-kondensat. Siden da har hun bidraget med en stor mængde forskning og nyt eksperimentelt arbejde i elektromagnetisk induceret transparens, flere områder indenfor kvantefysik, fotonik, og har derfor bidraget til udvikling af nye kvante-systemer og nye nanoteknologiske anvendelser.
I 2007 var Lene Hau med til gemme lysets information i stof og derefter konvertere stofinformationen til lysinformation igen, næsten 200µm væk.

Hun modtog i 2010 Danes Worldwides årlige hædersbevis "Årets Verdensdansker", fordi hun ifølge Danes Worldwide eftertrykkeligt og vedholdende har sat Danmark på verdenskortet.

Et nyligere arbejde har involveret forskning i nye interaktioner mellem ultrakolde atomer og nanoskopiske systemer. Udover at undervise i fysik og anvendt fysik har hun undervist i Energy Science ved Harvard, med emner som solceller, atomkraft, batterier and fotosyntese.
Foruden eksperimenter og forskning holder hun foredrag ved internationale konferencer og er involveret i udvikling af videnskabelige retningslinjer i diverse institutioner. Hun var hovedtaler ved EliteForsk-konferencen 2013 i København den 7 februar 2013 under deltagelse fra ministre, samt senior videnskabspolitiske og forskningsmæssigt involverede fra Danmark.

## Qubit overførsel
I 2006 formåede Hau og hendes kollegaer på Harvard University at overføre en qubit fra lys til en atomar bølge og tilbage til lys igen ved brug af Bose-Einstein kondensater. Eksperimentet beror på, at atomer ifølge kvantemekanisk teori kan opføre sig som bølger så vel som partikler. Dette tillader atomer at gøre nogle ellers kontraintuitive ting så som at passere igennem to åbninger på samme tid. I et Bose-Einstein kondensat bliver en lyspuls komprimeret med en faktor på 50 millioner, uden at information i den bliver tabt. I dette Bose-Einstein kondensat, bliver informationen i lysimpulsen overført til atomare bølger, og fordi alle atomerne bevæger sig sammenhængende, bliver informationen ikke opløst i tilfældigt støj. Lyset får nogle af skyens ca. 1.8 millioner natrium-atomer til at gå ind i kvantesuperpositioner. En laser kan bruges til at forme en puls i de atomare bølger, og når denne laser slukkes, bevares en kopi i stoffet. Før dette var forskere ikke i stand til at styre optisk information under dets rejse udover ved at forstærke signalet for at undgå svind. Dette eksperiment af Hau og hendes kollegaer, markerer den første vellykkede manipulation af sammenhængende optisk information. Undersøgelsen har fået ros af Irina Novikova, fysiker ved College of William and Mary i Williamsburg, som bemærker: "Before this result, light storage was measured in milliseconds. Here it's fractional seconds. It's a really dramatic time." – da.: Før dette resultat blev opbevaring a lys målt i millisekunder. Her er der tale om brøkdele af sekunder. Det er en virkelig markant tid.
Om forsøgets potentiale har Hau sagt: "While the matter is traveling between the two Bose–Einstein condensates, we can trap it, potentially for minutes, and reshape it – change it – in whatever way we want. This novel form of quantum control could also have applications in the developing fields of quantum information processing and quantum cryptography." – da.: Når stoffet rejser mellem de to Bose-Einstein kondensater, kan vi fange det – måske i hele minutter – omforme det og ændre det som det passer os. Denne nye form for kvantekontrol kan måske også bruges i udvikling indenfor kvanteinformationsbehandling og kvantekryptografi. Om de udviklingsmæssige implikationer har Jeremy Bloxham – dekan for naturvidenskab i fakultetet for kunst og videnskab – sagt, “This feat, the sharing around of quantum information in light-form and in not just one but two atom-forms, offers great encouragement to those who hope to develop quantum computers,” – da.: Denne bedrift – deling af kvanteinformation i lys og ikke bare en, men to atom-tilstande, er en stor opmuntring for dem, som håber på at udvikle kvantecomputere. Hau er blevet tildelt George Ledlie Prisen for dette stykke arbejde, og Harvard's prorektor – Steven Hyman – har bemærket, “her work is path-breaking. Her research blurs the boundaries between basic and applied science, draws on the talent and people of two Schools and several departments, and provides a literally glowing example of how taking daring intellectual risks leads to profound rewards.” – da.: Hendes arbejde er banebrydende. Hendes forskning udvasker afgrænsningerne mellem grundforskning og anvendt videnskab, anvender talenter og folk fra to disclipliner og adskillige afdelinger, og er en bogstaveligt talt lysende eksempel på, at dristig intellektuel risikotagning kan lede til stor belønning.

## Hæder
- 2011: Carlsbergfondets forskningspris[4]